# Dworzec Fiński (Petersburg)
Dworzec Fiński (ros. Финляндский вокзал, Finlandskij wokzał) – jeden z największych dworców kolejowych w Petersburgu, w Rosji. Obsługuje połączenia w kierunku Finlandii.

## Charakterystyka
Dworzec znajduje się przy placu Lenina, w jego pobliżu umiejscowiona jest stacja petersburskiego systemu metra, Płoszczad´ Lenina (linii Kirowsko-Wyborskiej) Dworzec Fiński zapewnia bezpośrednie połączenie kolejowe m.in. z Helsinkami, Wyborgiem, Biełoostrowem i Primorskiem. Co godzinę dworzec obsługuje około 1,5 tysiąca pasażerów.
Pierwszy budynek dworca powstał w 1870 roku i miał zapewnić komunikację stolicy Imperium Rosyjskiego z Wielkim Księstwem Finlandii. 3 (16) kwietnia 1917 roku to właśnie tędy do kraju powrócił Włodzimierz Lenin, a przed budynkiem dworca wygłosił przemówienie. Na pamiątkę tego wydarzenia plac przed Dworcem Fińskim został przemianowany na plac Lenina, a w 1926 roku wzniesiono tu także pomnik poświęcony bolszewickiemu wodzowi. W czasie II wojny światowej i blokady Leningradu był to jedyny czynny dworzec w mieście. Po zniesieniu blokady pierwszy pociąg (z Czelabińska) wjechał tu w lutym 1943 roku. 

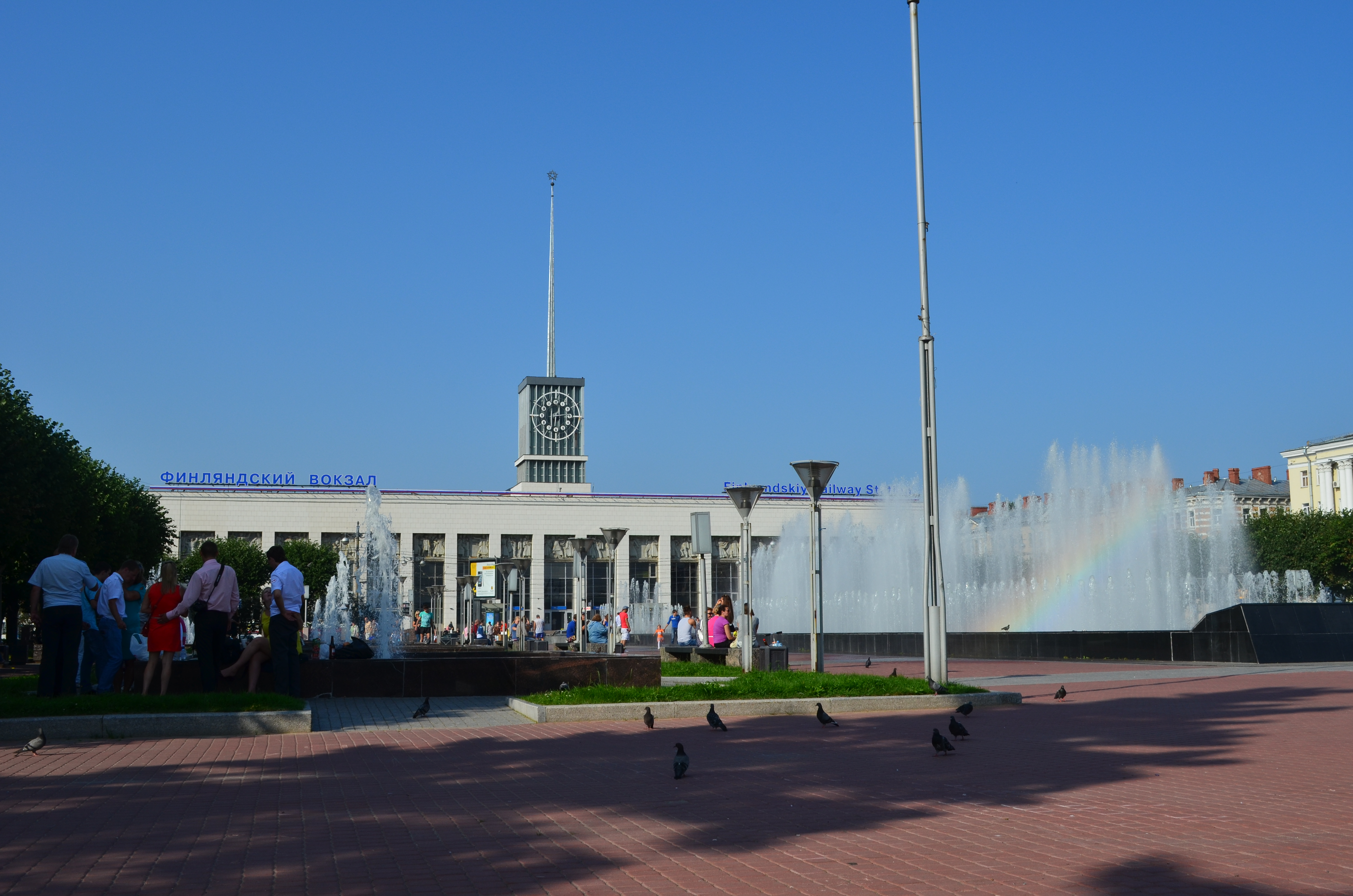
Dworzec po remoncie z fontannami

W latach 1965–1969 władze sowieckie zburzyły starą konstrukcję i na jej miejscu wzniesiona została nowa bryła dworca. Wysokość wieży wynosi 16 metrów, a wysokość iglicy 30 metrów. Ściany dworca ozdobione są reliefami upamiętniającymi czasy rewolucyjne i wojenne. W XXI wieku z okazji trzechsetlecia Petersburga dworzec przeszedł gruntowny remont, a przed budynkiem zamontowano fontanny. Jego ponowne otwarcie nastąpiło w 2005 roku, a w uroczystościach wzięli udział m.in. gubernator miasta Walentina Matwijenko i prezydent Władimir Putin.